# Axel Johan Lewenhaupt (1660–1717)
För andra med samman namn, se Axel Johan Lewenhaupt.
Axel Johan Lewenhaupt, född 1657 eller 1660, död 26 februari 1717 på gården Edshult, Edshults församling i Jönköpings län, var en svensk greve och sjömilitär.

## Biografi
Axel Lewenhaupts föräldrar var fältmarskalk greve Carl Mauritz Lewenhaupt och friherrinnan Anna Maria Cruus af Gudhem. Han påbörjade studier i Uppsala 1672. Han blev överlöjtnant i flottan 1677 och sårades svårt i högra låret i slaget vid Köge bukt samma år. Han befordrades till skeppskapten 1678. 1680 fick han permission för utrikes tjänst och gjorde under fem år två sjöresor med engelska flottan och en med den holländska "åt Spanien och de kuster av Italien, Asia och Africa uti Medelhavet." Efter ytterligare befordran till amiralitetskapten, utnämndes han till schoutbynacht 1686 och var i svensk tjänst 1686–1691.
Hans häftiga temperament gjorde honom svår att samarbeta med. År 1690 måste han göra avbön för "fel och förgripligheter" då han uppträtt mot viceamiralen Cornelius Anckarstjerna "med missfirmliga ord och åthävor samt oanständiga dispyter".
Lewenhaupt tog avsked från tjänsten som schoutbynacht 1691 och med rekommendationsbrev från Karl XI tog han därefter tjänst hos den franske amiralen Victor Marie d'Estrées; senare var han också i venetiansk och maltesisk örlogstjänst. Han reste hem till Sverige via Holland och år 1694 stoppade Karl XI genom den svenska ambassadören Lwenhaupts försök att genom två officerare utmana viceamiralen E F Taube på duell.
Under 1696 förhandlade han med den danske ambassadören i Stockholm om att gå i dansk tjänst. Hösten 1697 var han på riddarhuset en av förespråkarna för att den unge Karl XII skulle myndigförklaras och skall ha hotat att kasta ut den mera betänksamma Gustav Cronhielm genom fönstret.
Lewenhaupt utnämndes till viceamiral 23 februari 1712 och var chef för Göteborgseskadern mellan 1711 och 1716 samt assessor i Amiralitetskollegiet 1716.
Han gifte sig 1686 med grevinnan Charlotta Maria Stenbock.